# Алту-Такуари
Алту-Такуари (порт. Alto Taquari) — муниципалитет в Бразилии, входит в штат Мату-Гросу. Составная часть мезорегиона Юго-восток штата Мату-Гроссу. Входит в экономико-статистический микрорегион Алту-Арагуая. Население составляет 5 557 человек на 2006 год. Занимает площадь 1 521,377 км². Плотность населения — 4,0 чел./км².

## История
Город основан 13 мая 1986 года. 

## Статистика
- Валовой внутренний продукт на 2003 год составляет 250 135 915,00 реалов (данные: Бразильский институт географии и статистики).
- Валовой внутренний продукт на душу населения на 2003 год составляет 49 424,21 реала (данные: Бразильский институт географии и статистики).
- Индекс развития человеческого потенциала на 2000 год составляет 0,804 (данные: Программа развития ООН).

## География
Климат местности: тропический.